# 山口智徳院
山口 智徳院（やまぐち ちとくいん、生年不詳）は、戦国時代から江戸時代初期にかけての僧兵であり武将である。治徳院とも。

## 略歴
根来衆の一人で、1614年大坂の陣で大坂城に籠城。木村重成隊の鉄砲頭であり、今福の戦いでは武功を挙げた。大坂城が落城すると抜け出した。